# Eucilmus insignicornis
Eucilmus insignicornis is een keversoort uit de familie boktorren (Cerambycidae). De wetenschappelijke naam van de soort is voor het eerst geldig gepubliceerd in 1901 door Fairmaire.